# Баргата
Баргата́ (рос. Баргата, башк. Барғаты) — присілок у складі Дюртюлинського району Башкортостану, Росія. Входить до складу Учпілинської сільської ради.
Населення — 111 осіб (2010; 127 2002).
Національний склад:
- башкири — 76 %